# Plaça Major (Tàrrega)
La plaça Major de Tàrrega (Urgell) és un conjunt inclòs a l'Inventari del Patrimoni Arquitectònic de Catalunya.

## Descripció
És la plaça central del nucli antic de la població de Tàrrega. És una plaça de planta irregular, però tendint cap a una estructura trapezoidal, en un dels seus angles hi acull l'Ajuntament, seguit de l'església parroquial de Santa Maria de l'Alba, davant de la mateixa hi ha unes cases porticades, i enfrontat a l'Ajuntament la seu de la Caixa d'Estalvis allotjada en un edifici neoclàssic de gran bellesa. La plaça acull com a element decoratiu la creu de terme del camí de Cervera. Una de les creus de terme exponents del bon fer del gòtic florit català escultòric i atribuïda a Jordi de Déu. Malgrat la bellesa d'aquesta creu la present a la plaça Major és una còpia de l'original que va ser mig destruïda durant la guerra civil.

### Porxos de la Plaça Major
Hi ha un tram amb porxos els quals s'adapten a la cantonada irregular formada per un extrem de la plaça Major i la comunicació amb el carrer de les Piques. És un petit pas molt estret el qual ocupa una banda lateral de la pl. Major allargant-se fins a la cantonada, on acaba el pas. És recte i d'una llargada d'uns quatre metres cobert per un sostre aplanat i pintat de blanc. Les obertures que desemboquen a l'exterior del carrer són diferents depenent el propietari a qui correspon cada tram del pas. Un primer tros, el que fa cantonada, està format per tres arcades de mig punt les quals són d'un perfil nítid amb la utilització de carreus de pedra perfectament tallats que formen l'arcada. Una, la que inicia el pas cobert està situada mirant a l'est i les dues restants, col·locades en angle recte a la primera, miren a la pl. Major. Cada una d'aquestes arcades està sostinguda per pilars massissos quadrangulars. Un segon tram, seguit i annexa al primer, està format per dos pilars rectangulars d'una sola peça i una columna situada a l'extrem, els quals suporten una coberta embigada. Aquest tram és posterior al primer, essent l'estil totalment diferent i utilitzant materials més moderns, com el formigó o el ciment.

## Història
Molts són els esdeveniments històrics que aquesta plaça muda ha vist succeir en el seu asfalt, però cal destacar-hi la voluntat centralitzadora d'agrupar com a centre de la vida del poble el poder civil, amb l'Ajuntament, el poder eclesiàstic, amb l'església parroquial i el poder comercial amb el mercat dels dilluns. Aquesta plaça major fins ben entrat el segle XX era l'únic espai públic amb enllosat en el seu paviment, concretament empedrat, tot i ser aquest un paviment molt precari permetia que en el mercat dels dilluns si plovia no es formés un fangar com passava a la resta de carrers de Tàrrega. Aquesta a la plaça també va el nom de plaça de la República.